# Округ Скотланд (Мисури)
Округ Скотланд (енгл. Scotland County) је округ у америчкој савезној држави Мисури.

## Демографија
По попису из 2010. године број становника је 4.843, што је 140 (-2,8%) становника мање него 2000. године.
| Група             | 2000.         | 2010.         |
| Белци             | 4.890 (98,1%) | 4.760 (98,3%) |
| Афроамериканци    | 10 (0,2%)     | 3 (0,1%)      |
| Азијати           | 4 (0,1%)      | 11 (0,2%)     |
| Хиспаноамериканци | 42 (0,8%)     | 33 (0,7%)     |
| Укупно            | 4.983         | 4.843         |